# Waldalgesheim
Waldalgesheim település Németországban, Rajna-vidék-Pfalz tartományban. Lakosainak száma 4229 fő (2023. december 31.). Waldalgesheim Weiler bei Bingen községgel határos.

## Népesség
A település népességének változása:
| Lakosok száma | 2329 | 4018 | 4029 | 4187 | 4241 | 4229 |
|               | 1975 | 2017 | 2019 | 2021 | 2022 | 2023 |